# サウル山脈
サウル山脈（中国語: 薩吾爾山、カザフ語: Сауыр жоталары, Saýyr jotalary、ロシア語: Саур）は、天山山脈に属する山脈である。
タルバガタイ山脈の東の延長であり、中華人民共和国とカザフスタンの国境から始まって中国側へと東へと続き、新疆ウイグル自治区のホボクサル・モンゴル自治県とジェミナイ県との境界となっている。
サウル山脈の最高峰、およびサウル・タルバガタイ山系全体の最高峰はサウイル・スオタシである。
サウル山脈から南に流れる複数の小川は、非常に小さな規模ではあるが、ホボクサルでの灌漑農業を可能にしている。 その1つは、夏孜蓋郷の南にある大きなオアシス（北緯46度10分00秒 東経86度25分00秒 / 北緯46.16667度 東経86.41667度）に流れる。

## 氷河
地球温暖化に伴い、サウル山脈のほとんどの氷河は厳しく後退した。サウル山脈の木斯島氷河にある中国科学院の天山氷河観測試験所による2014年1月の調査によると、2013年の氷河の面積は3.15平方キロメートルで、1977年より面積で約0.82平方キロメートル、レーダーによる厚さの測定により、体積で約44.6％減少したと推定された。8月の別の調査では、氷河が月に1メートル近く溶け、氷河の上部に藻が大量に発生し、広い範囲で「紅雪帯」が出現したことが判明した。